# تسای اینگ-ون
سای اینگ-ون (蔡英文؛ زادهٔ ۳۱ اوت ۱۹۵۶) یک سیاست‌مدار، وکیل، و استاد دانشگاه اهل تایوان است که از سال ۲۰۱۶ به عنوان رئیس‌جمهور تایوان مشغول به کار است. سای، یکی از اعضای حزب پیشروی دموکرات (DPP) و اولین رئیس‌جمهور زن در تایوان است. او از سال ۲۰۲۰ به عنوان رئیس DPP انتخاب شد و پیش از این او از سال ۲۰۰۸ تا ۲۰۱۲ و ۲۰۱۴ تا ۲۰۱۸ تحت این عنوان ایفای نقش کرده‌است.
تسای اینگ-ون در سخنرانی پیروزی خود در انتخاب ریاست جمهوری وعده داد که از مناسبات موجود بین تایوان و چین پاسداری کند. او تأکید کرد که پکن نیز باید نظام دموکراسی در تایوان را محترم بشمارد.
سای اینگ-ون، از مخالفان سرسخت سیاست موسوم به «یک کشور و دو سیستم» و نزدیکی سیاسی به جمهوری خلق چین است توانسته‌است بیش از ۵۷ درصد آرا یعنی بیش از ۸٫۱ میلیون رای را از آن خود کند و با اکثریت قابل توجهی در انتخابات آن کشور به پیروزی رسید.